# الهام عبدالله‌یف
الهام کریم اوغلو عبدالله‌یف (به ترکی آذربایجانی: İlham Kərim oğlu Abdullayev) (۹ آوریل ۱۹۵۵، باکو -) آهنگساز آذربایجانی است. او در سال ۱۹۷۳ در دانشکدهٔ آهنگسازی کنسرتوار دولتی آذربایجان و در سال ۱۹۷۵ در کنسرواتوار دولتی لنینگراد تحصیل کرده‌است. او در سال ۱۹۷۸ برندهٔ مسابقهٔ پیانیست‌های روسی در قازان شد. در سال ۲۰۰۳ برندهٔ مسابقهٔ بین‌المللی آهنگسازی در سنت پیترزبورگ شد. در سال ۲۰۰۴ برندهٔ مسابقهٔ چنگیز مصطفی‌یف و نیز مسابقهٔ آهنگسازی «Save the children» شد. در سال ۲۰۰۴ جایزهٔ «همای» را دریافت کرد.